# Гандурар
Гандурар (лезг. Гъвандзурар) — село в Докузпаринском районе Дагестана. Входит в состав сельского поселения Сельсовет Килерский, на 2025 год в селе числится 1 улица — Центральная.

## География
Расположено в 4 км к югу от районного центра с. Усухчай на р. Усухчай.
На сайте Докузпаринского района утверждается, что Гандурар основан, как хутор переселенцами из Микраха и первые жители в нём появились около 1860 года, но на картах 1930 года и 1941 года селение не обозначено.

## Население
| 1939 | 1970 | 1989 | 2002 | 2010 | 2021 |
| ---- | ---- | ---- | ---- | ---- | ---- |
| 29   | ↗44  | ↘38  | ↗50  | ↘39  | ↗74  |